# 昭和残侠伝 人斬り唐獅子
『昭和残侠伝 人斬り唐獅子』（しょうわざんきょうでん ひときりからじし）は、1969年11月28日に公開された日本の映画（任侠映画）。監督は山下耕作、主演は高倉健、製作は東映。昭和残侠伝シリーズの第6作。

## スタッフ
- 監督：山下耕作
- 企画：俊藤浩滋、吉田達
- 脚本：神波史男、長田紀生
- 撮影：林七郎
- 録音：小松忠之
- 照明：元持秀雄
- 美術：藤田博

- 編集：田中修
- 助監督：山口和彦
- 擬斗：日尾孝司
- 進行主任：伊藤源郎

- 装置：松野太三郎
- 装飾：田島俊英
- 記録：宮本衣子
- 現像：東映化学

- 音楽：菊池俊輔
  - 主題歌：「昭和残侠伝」（キングレコード）
  - 作詞作曲：水城一狼
  - 唄：高倉健

## 出演者
- 花田秀次郎：高倉健
- 風間重吉：池部良
- 皆川雅代：小山明子
- まゆ：夏珠美

- 皆川誠吾：長谷川明男
- 半次：砂塚秀夫
- 川畑：寺島達夫

- 山村定一郎：内田朝雄
- 後藤：諸角啓二郎
- 藤井大助：藤山浩二
- 沼田：沼田曜一
- 下河原重蔵：須賀不二男

- 為吉：長谷川弘
- 岩太：佐藤晟也
- 三好：河合絃司
- 楼主A：片山滉
- ロク：久地明
- 定：花田達
- 楼主B：滝島孝二
- ペストロ：日尾孝司
- 古田：植田灯孝
- おまつり竜：丹羽又三郎

- 政：小林稔侍
- 楼主C：志摩栄
- 使いの者：中島信義
- ：高須準之助
- ：青木卓司
- ：滝史郎
- ：吉田一夫
- ：畑中猛重
- 気ちがい竹：高月忠
- ドロ亀：須賀良
- ：山之内修

- 皆川巌：大木実
- 梶五郎：葉山良二（日活）
- 剣持光造：片岡千恵蔵（特別出演）[1]